# Prionoceridae
Prionoceridae (лат.) — семейство насекомых из отряда жесткокрылых. Около 50 видов.

## Описание
Жуки этого семейства имеют удлинённую форму с мягкими надкрыльями. Надкрылья часто покрыты рядами волосков. Край глаз не круглый, а зазубренный спереди. Голова направлена вперёд (прогнатическая), а клипеальная область переходит в короткое плоское рыльце. На ногах по пять лапок (5-5-4 у Oedemeridae) с простыми коготками и одной шпорой на передней голени. Самцы Idgia и Prionocerus имеют гребень на внутреннем крае дистального тарзального сегмента передней лапы. Роды Nacerdes и Xanthochroa из семейства Oedemeridae и некоторые Cantharidae имеют сходство с некоторыми представителями Prionoceridae.

## Классификация
Относится к группе Cucujiformia и надсемейству Cleroidea.
Выделяют около 150 видов
- †Cretaidgia Zhao, Liu & Yu, 2021[7]
  - †C. burmensis Zhao, Liu & Yu, 2021
- Idgia Laporte, 1836 — включает более 130 видов.
- †Idgiaites
  - †I. jurassicus
- Lobonyx Jacquelin du Val, 1859
  - L. aeneus (Fabricius, 1787)
  - L. gracilis Reitter, 1872
  - L. guerryi (Pic, 1920)[8]
  - L. thoracicus Majer, 1990
- †Prionocerites Lawrence, Archibald, & Ślipiński, 2008
  - †P. tattriei Lawrence, Archibald, & Ślipiński, 2008[9][10]
- Prionocerus Perty, 1831
  - P. bicolor Redtenbacher, 1868
  - P. caeruleipennis Perty, 1831
  - P. championi Geiser, 2010
  - P. malaysiacus Geiser, 2010
  - P. paiensis Geiser, 2010 
  - P. opacipennis (Pic, 1920)
  - P. viridiflavus Geiser, 2007
  - P. wittmeri Geiser, 2010